# Немецкий крестьянский завтрак

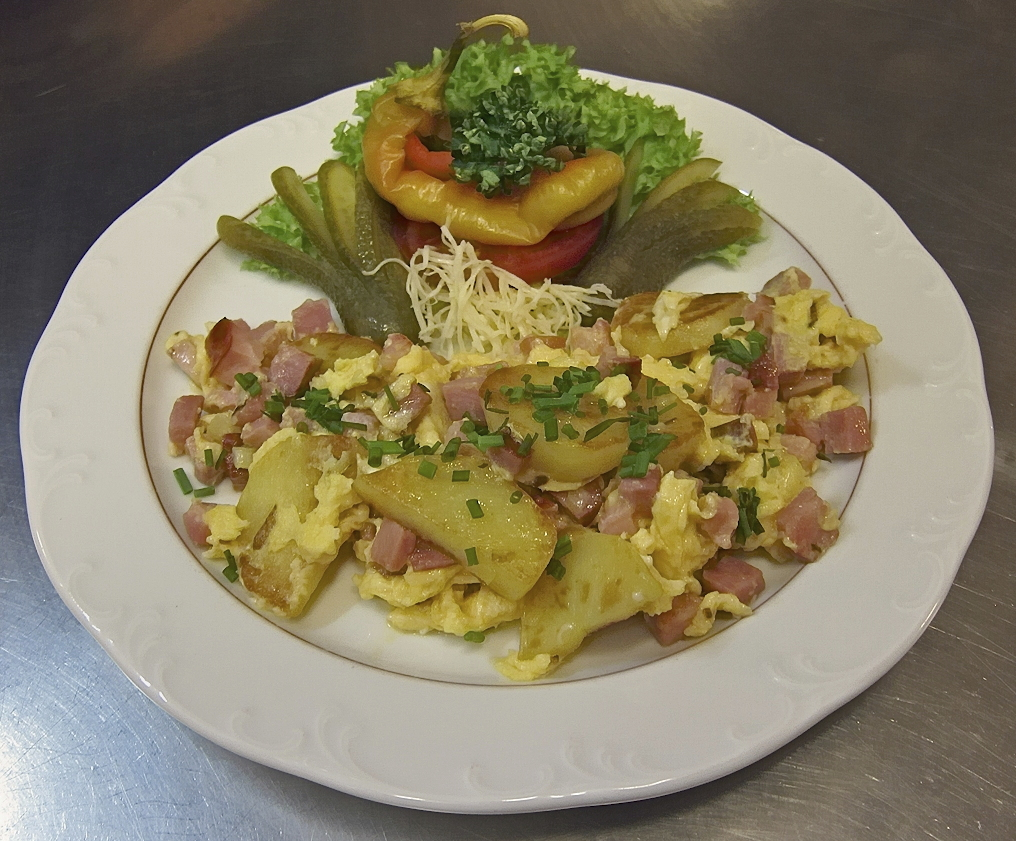
Немецкий крестьянский завтрак: яичница с копчёным мясом и маринованными огурцами, украшенные зелёным салатом

Немецкий крестьянский завтрак (нем. Bauernfrühstück) — немецкое блюдо, завтрак из остатков жареного картофеля и готового мяса, разогретый на сковороде с другими ингредиентами. В процессе приготовления также обычно добавляют яйцо в виде омлета или яичницы-болтуньи.
Обычные ингредиенты — картофель, кусочки мяса или бекон, ветчина или копчёное мясо, а также репчатый лук, лук-порей, зелёный лук. В некоторых версиях блюда также присутствуют нарезанные помидоры, маринованные огурцы и иногда грибы. В зависимости от региона и традиций используются и различные приправы, например, тёртый мускатный орех и паприка. Типичные гарниры для крестьянского завтрака — салаты или маринованные огурцы.
Берлинский вариант этого блюда называется «хоппель-поппель». Похожие блюда также известны в других странах, например, во Франции — Omelette à la paysanne (омлет по-крестьянски), Испании — картофельная тортилья, Дании — biksemad (мешанина с жареным яйцом), в Швеции — питтипанна, в Австрии — грёстль.